# Profesor Przedpotopowicz
Profesor Przedpotopowicz (niekiedy z podtytułem lub alternatywnym tytułem W otchłaniach czasu) – powieść fantastycznonaukowa Erazma Majewskiego z 1896 roku (premiera w ilustrowanym tygodniku „Wędrowiec”; wydanie książkowe miało miejsce w 1898 roku) dla młodzieży. Osią fabuły są przygody tytułowego bohatera, który podróżuje w czasie, obserwując prehistorię, historię i przyszłość Ziemi.
Profesor Przedpotopowicz, inspirowany twórczością Juliusza Verne’a, jest uznawany za klasykę polskiej literatury fantastyczno-naukowej, popularyzującej naukę wśród młodzieży bez nachalnego dydaktyzmu, a jednocześnie poruszającej filozoficzne i humanistyczne aspekty. Krytycy podkreślają jego edukacyjną i intelektualną wartość, nawiązania do dziewiętnastowiecznych dyskursów naukowych, tematykę zmian klimatycznych oraz przesłanie promujące postęp, naukę i wartości humanistyczne. Pomimo literackich niedoskonałości i zapomnienia na przestrzeni lat, utwór ten nadal jest pozytywnie oceniany przez badaczy literatury, według których ukazuje on ewolucję światopoglądową końca XIX wieku oraz nadal inspiruje czytelników do refleksji nad przyszłością cywilizacji.

## Historia wydań
Powieść początkowo ukazała się w odcinkach w ilustrowanym tygodniku „Wędrowiec” w 1896 roku (nr 14 i dalsze) (jako W otchłaniach czasu, fantastyczne przygody prof. Przedpotopowicza; alternatywny tytuł W otchłaniach czasu – czyli fantastyczna przygoda Prof. Przedpotopowicza). Pierwsze wydanie książki ukazało się w 1898 roku nakładem wydawnictwa Gebethner i Wolff lub wydawnictwa Druk P. Laskauera i W. Babickiego. Drugie wydanie ukazało się w 1905. Według Jolanty Szcześniak, w latach 20. XX w. powieść doczekała się wznowienia; według Lecha J. Kellera, inne wydanie (które Keller nazywa drugim) ukazało się w 1938 roku nakładem warszawskiego wydawnictwa Biblioteka Polska i pod tytułem W otchłaniach czasu.
Po wojnie książkę wydano w 1957 roku (Wydawnictwo Czytelnik, ilustracje Roman Owidzki).
Książka została przetłumaczona na język rosyjski i opublikowana w 1900 roku (Профессоръ Допотопновъ) i ponownie wydana w tym języku w 2009 roku (Приключения профессора Браннича). 
Wydanie z 1898 roku było ilustrowane przez Juliana Maszyńskiego. 

## Fabuła
Bohaterowie (m.in. tytułowy Leszek Przedpotopowicz, geolog i światowej sławy profesor Uniwersytetu w Oksfordzie; jego młody krewny i służący, paleontolog-amator Stanisław, entomolog Muchołapski i Anglik, lord Puckins) podróżują w rejonie Bośni i Hercegowiny. Tam, w powstałych po trzęsieniu ziemi, potężnych szczelinach znajdują przypadkowo „swoistą maszynę czasu”, która pozwala im obejrzeć prehistorię i historię naszego globu; bohaterowie spotykają trylobity (olenusa), dinozaury i inne prehistoryczne stworzenia, a później obserwują m.in. starożytny Egipt. Pod koniec powieści bohaterowie podróżują w kosmosie, po Układzie Słonecznym, a także przenoszą się w przyszłość roku 11895 (albo „roku 1300 od panowania Powszechnej Miłości”); tam spotykają się z nową, fantastyczną i futurystyczną europejską kulturą i społeczeństwem („Rzeczpospolitą Uniam-Wesi”). Mieszkańcy tej przyszłości są altruistami, poświęcającymi swoje życie pomocy innym, nauce i sztuce. W epilogu przygody bohaterów okazują się jednak fikcją, uzasadnioną zatruciem wyziewami gazowymi, które wywołały u bohaterów majaki i utratę przytomności już kilka metrów po wejściu do szczelin (bohaterowie zostają jednak szczęśliwie uratowani przez innych podróżników).
Powieść jest kontynuacją Doktora Muchołapskiego (1890); obydwie powieści łączą postacie entomologa Muchołapskiego i lorda Puckinsa, a także podobne zakończenie, w którym fantastyczne przygody bohaterów okazują się fikcją.

## Analiza
Badacze literatury uznali Profesora Przedpotopowicza za inspirowanego Wyprawą do wnętrza Ziemi (1864) Juliusza Verne’a.
Wydanie z 1957 roku poprzedzono wstępem od redakcji. Redakcja zwróciła uwagę na "ogromną popularność powieści wśród młodych czytelników" i fakt, że Majewski potrafił udanie przestawić skomplikowane zagadnienia naukowe. Książkę uznała za nie tylko posiadającą walory edukacyjne (częściowo przestarzałe, ale dalej napisane "atrakcyjnie i z wielkim znawstwem przedmiotu"), ale także jako "ciekawy przyczynek do poznania myśli i atmosfery epoki" w której powstała. Redaktorzy podkreślili  też, że tematem książki jest nie tylko nauka, lecz również człowiek, którego pozycja ta stanowi pewne studium filozoficzne.

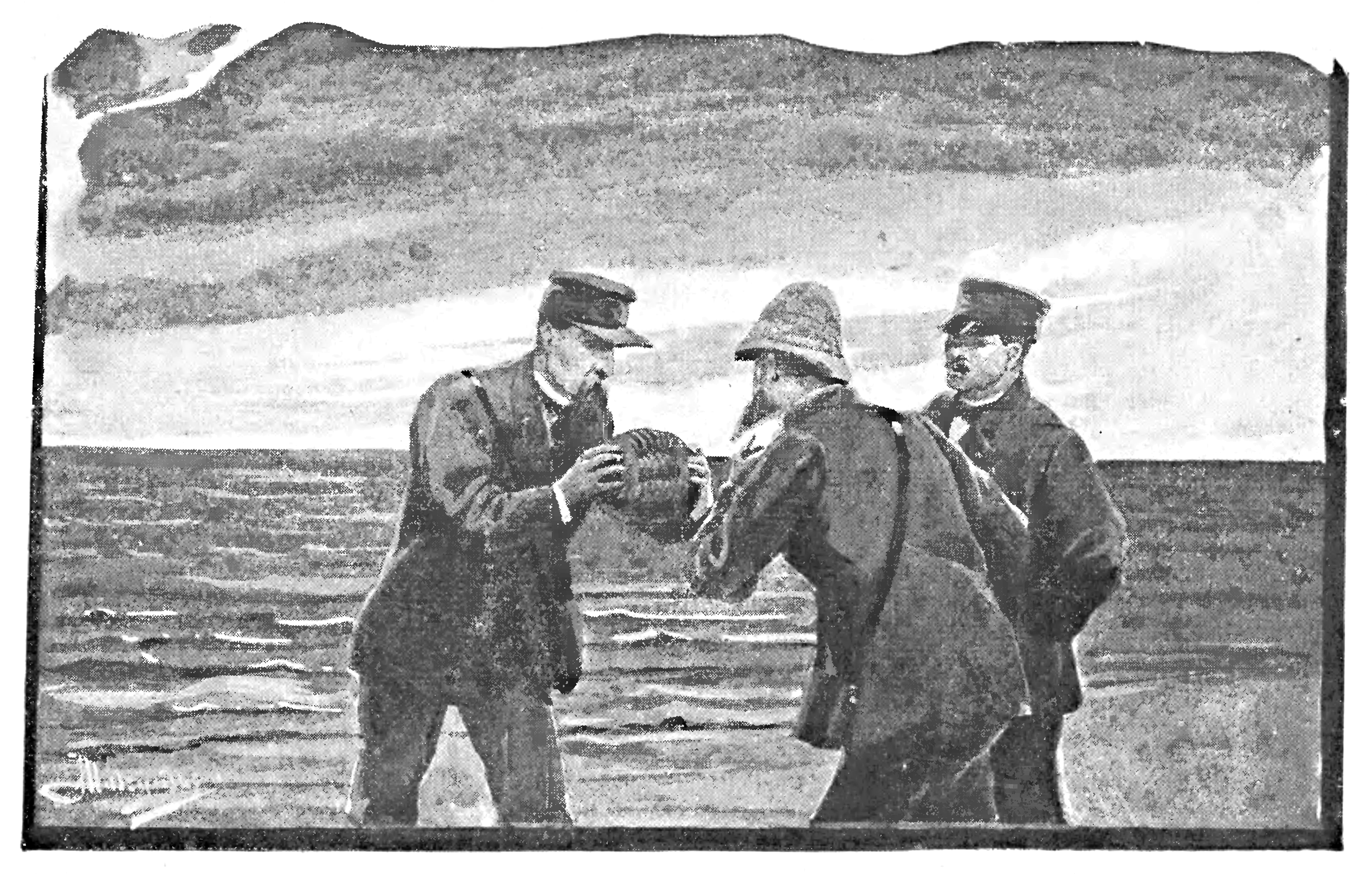
Profesor Leszek Przedpotopowicz (trzymający trylobita Asaphus) wraz z towarzyszami wyprawy nad brzegiem ordowickiego morza

Maciej Wróblewski pisząc w czasopiśmie „Literatura i Kultura Popularna” opisał powieści Majewskiego (Doktora Muchołapskiego i późniejszego Profesora Przedpotopowicza z 1898 roku) jako „powieści paleontologiczne”, popularyzujące odkrycia tej nauki, a także (w Profesorze Przedpotopowiczu) geologię wśród młodzieży, bez nachalnego dydaktyzmu. Równocześnie zaliczył też te utwory do fantastyki naukowej. Twórczość Majewskiego uznał za bardziej intelektualnie wymagającą dla czytelnika niż dzieła współczesnego mu Władysława Umińskiego, innego prekursora fantastyki naukowej w polskim piśmiennictwie. W powieści zauważa edukacyjnie i intelektualnie wartościowy „dziewiętnastowieczny dyskurs naukowy na temat...zmian klimatycznych w dziejach Ziemi”, a także zwyczajów "dawno wymarłych zwierząt”; zwraca też uwagę, że „Wartość scjentystyczna [powieści Majewskiego] wyraźnie dominuje nad elementami fantastycznymi”; co przypisuje temu, iż informacje na temat dynamicznie rozwijających się nauk ścisłych budziły wystarczające zainteresowanie młodych czytelników, a Majewski w swych książkach propaguje samą ideę nauki. Wróblewski za bardzo wartościową w utworach uznał także warstwę filozoficzną (zwłaszcza „rozmyślania na temat analogii świata owadów i świata człowieka”), jak i przesłanie (wiarę w dobro, człowieka, rozum, postęp i cywilizację). Mimo nacisku na popularyzację nauki, w utworach Majewskiego jest także akceptacja wartości humanistycznych i duchowych (filozofii, religii czy sztuki). 
Andrzej Niewiadowski i Antoni Smuszkiewicz w swoim Leksykonie polskiej literatury fantastycznonaukowej książki Majewskiego zaliczyli do klasyki kanonu pozytywistycznych lektur dla młodzieży i najbardziej charakterystyczne pozycje polskiego nurtu fantastyczno-przyrodniczego, atrakcyjnie popularyzującego osiągnięcia naukowe (nurt ten uznali za prekursorski w stosunku do polskiej literatury fantastycznonaukowej, reprezentowanej w tym okresie m.in. przez Władysława Umińskiego). Książki te uznali za inspirowane utworami Juliusza Verne’a i popularyzujące „w nader przystępny sposób wiedzę przyrodniczą, zwłaszcza etnologiczną i antropologiczną”. Końcówkę Profesora Przedpotopowicza zaliczyli także do literatury antyutopijnej.

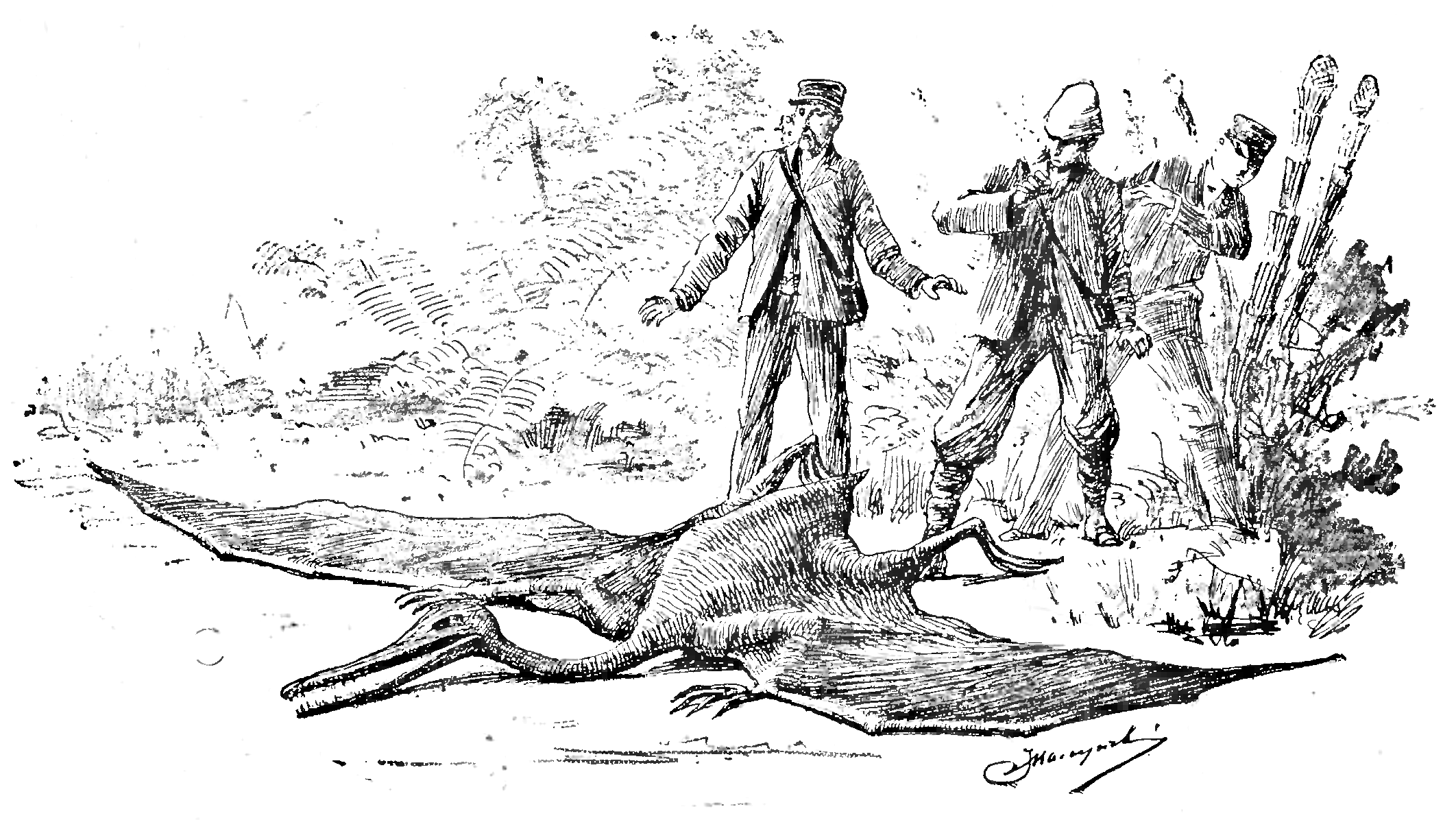
Profesor Przedpotopowicz i towarzysze w okresie jurajskim obserwują pterodaktyla

Jolanta Szczęśniak w książce Zapomniani pisarze, zapomniane książki dla małego i młodego czytelnika uznała teksty Majewskiego za będące dziś (pisząc w 2005 roku) „praktycznie całkowicie zapomniane”, choć w swoim czasie „zdobyły szybko ogromne powodzenie w Polsce i za granicą”; teksty uznała za dalej wartościowe i warte przypomnienia dzisiejszemu czytelnikowi, zwłaszcza pod względem zachowujących aktualność przesłań moralnych i filozoficznych („ogromna miłość do otaczającego nas świata”; „opisom bezmyślności i okrucieństwa człowieka”, promowanie nauki – scjentyzm) i wyjścia poza czystą rozrywkę. Zwróciła także uwagę na zawarte w tekstach patriotyczne „sławienie polskiej nauki” i pozytywistyczne, ale jednak krytyczne dla Polski, przesłane dla czytelników – przyszłych naukowców – by budowali swoje kariery naukowe za granicą, gdyż w Polsce nauka nie jest doceniana (porównała to przesłanie do Doktora Piotra Żeromskiego). Utwory Majewskiego porównała do robinsonady; zauważając, że o ile w Profesorze Przedpotopowiczu w przeciwieństwie do Doktora Muchołapskiego tytułowy bohater nie podróżuje sam, jego towarzysza Stanisława można porównać do Piętaszka. W powieści widzi także nawiązania do utworów Verne’a i Arthura Conana Doyle’a. Obydwu tytułowych bohaterów (Muchołapskiego i Przedpotopowicza) uznała za podobnych – zapalonych naukowców, racjonalistów i ewolucjonistów, alter ego samego autora (aczkolwiek zauważa, że Przedpotopowicz jest bardziej humanistą niż Muchołapski). Zwróciła także uwagę na pojawiającą się w obydwu powieściach postać lorda Puckinsa, którego „obraz odzwierciedla zakorzenione w świadomości Polaków oceny angielskiej arystokracji”; Puckins jest „inteligentny, prawy i bogaty”, ale także dekadencki, gotów na każde ryzyko, by tylko zwalczyć szaloną nudę swego życia. Szczęśniak zwraca uwagę na ewolucję postaci Puckinsa, który przez spotkania z Muchołapskim i Przedpotopowiczem staje się mniej egoistyczny i bardziej szlachetny, a także zaciekawiony nauką. Szczęsniak także zauważa, że „Powieści Majewskiego są zapisem stanu świadomości polskiej inteligencji z końca XIX wieku. Pojawiają się w nich zatem takie składniki, jak: zainteresowanie Tatrami, patriotyczne powinności, romantyczny stosunek do świata, ale także umiłowanie nauki czy kult pracy”. W kontekście czytelnika, do którego te powieści były adresowane, pisze, że książki te, choć opisywane zwykle jako przeznaczone dla dzieci i młodzieży, mają o wiele większy poziom wyrafinowania niż podobne pozycje dla tej grupy czytelniczej tego okresu i można je uznać także za adresowane do dorosłych czytelników.
Historia przyszłości z Profesora Przedpotopowicza – konflikt cywilizacji i bliska zagłada cywilizacji na skutek zmian klimatycznych – nawiązuje do naukowych poglądów Majewskiego zawartych w jego książce Koniec Świata. Przegląd wypadków, jakie mogą sprowadzić zagładę na Ziemię (1887).
Wojciech Sedeńko uznał utopię Majewskiego jako przedstawiającą się „niezbyt zachęcająco: ludzie żywią się potajemnie (bo to czynność krępująca) i syntetycznie, zatracili podział na płeć, zwierzęta dawno wyginęły, emocje spłowiały. Kraina Powszechnej Miłości nie przedstawia się ciekawie”; pisząc w 2012 roku ocenił jednak, że Majewski „w swojej powieści dał wielkie malowidło historii materialnej i duchowej świata przedstawionej jako jedność, które – mimo literackiej niedoskonałości – może nadal zaciekawiać”.
Leszek Zinkow pisząc w czasopiśmie „Rocznik Historii Prasy Polskiej” uznał tę książkę za „najbardziej intrygującą publikację” zamieszczoną w „Wędrowcu” w latach 90. XIX wieku.
Agnieszka Trześniewska-Nowak, polonistka z Uniwersytetu Marii Curie-Skłodowskiej, w książce (Nie)zapomniane zwierzęta opisała obydwie książki fantastycznonaukowe Majewskiego jako "łatwe do przyswojenia kompendium wiedzy z dziedziny geologii i przyrodoznawstwa". Badaczka podkreśliła ekokrytyczne i nieantropocentryczne podejście widoczne w obu pozycjach, co uznała za innowacyjne i postępowe, zwłaszcza biorąc pod uwagę wiek tych utworów. W kontekście Profesora Przedpotopowicza, zwróciła uwagę na motywy takie jak wegetarianizm opisanego w powieści społeczeństwa przyszłości, i popularyzację teorii ewolucji. Odniosła się także do kontrastu między bohaterami: lord Puckins jest zwolennikiem myślistwa, podczas gdy jego protagonista, bardziej oświecony naukowiec, profesor Przedpotopowicz, jest bardziej otwarty na współistnienie ze zwierzętami. Jednocześnie Trześniewska-Nowak  skrytykowała patriarchalny schemat powieści (wszyscy główni bohaterowie to mężczyźni), pozbawienie zwierząt cech indywidualnych i ograniczenie relacji między człowiekiem a zwierzętami do przyjaźni, wyzysku albo przemocy.
Anna Mikołejko analizując opisaną w książce futurystyczną utopię (Uniam-Wesi) uznała, iż reprezentuje ona zbliżone idee (redukcja potrzeb materialnych, medytacja i kontemplacja muzyki i matematyki) do tych promowanych przez Ezoteryczną Szkołę Teozofii, aczkolwiek nie znalazła dowodów na to, że Majewski był z tą grupą (czy szerzej, z teozofami) związany.

## Wpływ na innych pisarzy
Do utworów Majewskiego nawiązał w swojej twórczości m.in. Bohdan Korewicki, którego Przez ocean czasu (1957) ma podobną tematykę i strukturę do Profesora Przedpotpowicza).